# Saltos ornamentais nos Jogos Olímpicos de Verão de 2012
As competições de saltos ornamentais nos Jogos Olímpicos de Verão de 2012 foram realizadas entre 29 de julho e 11 de agosto no Centro Aquático, em Londres.

## Calendário
|                    | Julho | Julho | Julho | Julho | Julho | Julho | Julho | Agosto | Agosto | Agosto | Agosto | Agosto | Agosto | Agosto | Agosto | Agosto | Agosto | Agosto | Agosto |
| Saltos ornamentais | 25    | 26    | 27    | 28    | 29    | 30    | 31    | 1      | 2      | 3      | 4      | 5      | 6      | 7      | 8      | 9      | 10     | 11     | 12     |
| ------------------ | ----- | ----- | ----- | ----- | ----- | ----- | ----- | ------ | ------ | ------ | ------ | ------ | ------ | ------ | ------ | ------ | ------ | ------ | ------ |
| Feminino           |       |       |       |       | 1     |       | 1     |        |        |        |        | 1      |        |        |        | 1      |        |        |        |
| Masculino          |       |       |       |       |       | 1     |       | 1      |        |        |        |        |        | 1      |        |        |        | 1      |        |

|  | Dia de competição |  | Dia de final |

## Eventos

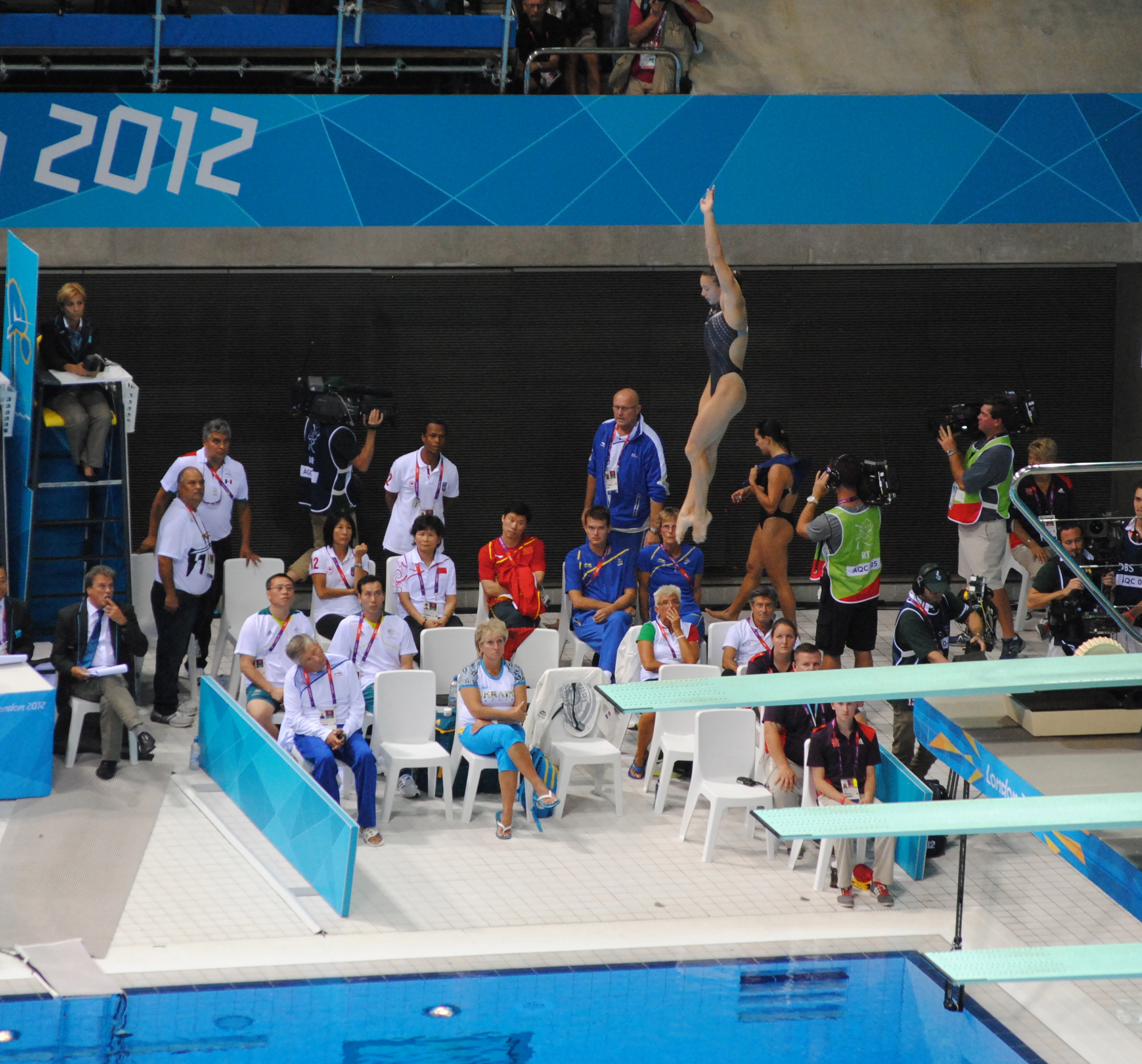
Saltadora durante a disputa do trampolim de 3 m feminino.

Oito conjuntos de medalhas foram concedidas nos seguintes eventos:
Feminino
- Trampolim de 3 m individual
- Trampolim de 3 m sincronizado
- Plataforma de 10 m individual
- Plataforma de 10 m sincronizado

Masculino
- Trampolim de 3 m individual
- Trampolim de 3 m sincronizado
- Plataforma de 10 m individual
- Plataforma de 10 m sincronizado

## Medalhistas
Masculino
| Evento                                | Ouro                             | Prata                                     | Bronze                                        |
| ------------------------------------- | -------------------------------- | ----------------------------------------- | --------------------------------------------- |
| Trampolim 3 m individual detalhes     | Ilya Zakharov RUS Rússia         | Qin Kai CHN China                         | He Chong CHN China                            |
| Trampolim 3 m sincronizado detalhes   | Luo Yutong Qin Kai CHN China     | Ilya Zakharov Evgeny Kuznetsov RUS Rússia | Troy Dumais Kristian Ipsen USA Estados Unidos |
| Plataforma 10 m individual detalhes   | David Boudia USA Estados Unidos  | Qiu Bo CHN China                          | Tom Daley GBR Grã-Bretanha                    |
| Plataforma 10 m sincronizado detalhes | Cao Yuan Zhang Yanquan CHN China | Iván García Germán Sánchez MEX México     | David Boudia Nick McCrory USA Estados Unidos  |

Feminino
| Evento                                | Ouro                           | Prata                                            | Bronze                                      |
| ------------------------------------- | ------------------------------ | ------------------------------------------------ | ------------------------------------------- |
| Trampolim 3 m individual detalhes     | Wu Minxia CHN China            | He Zi CHN China                                  | Laura Sánchez MEX México                    |
| Trampolim 3 m sincronizado detalhes   | He Zi Wu Minxia CHN China      | Kelci Bryant Abigail Johnston USA Estados Unidos | Jennifer Abel Émilie Heymans CAN Canadá     |
| Plataforma 10 m individual detalhes   | Chen Ruolin CHN China          | Brittany Broben AUS Austrália                    | Pandelela Rinong MAS Malásia                |
| Plataforma 10 m sincronizado detalhes | Chen Ruolin Wang Hao CHN China | Paola Espinosa Alejandra Orozco MEX México       | Meaghan Benfeito Roseline Filion CAN Canadá |

## Quadro de medalhas
| Ordem | País               | Medalha de ouro | Medalha de prata | Medalha de bronze |    | Ordem por total |
| ----- | ------------------ | --------------- | ---------------- | ----------------- | -- | --------------- |
| 1     | CHN China          | 6               | 3                | 1                 | 10 | 1               |
| 2     | USA Estados Unidos | 1               | 1                | 2                 | 4  | 2               |
| 3     | RUS Rússia         | 1               | 1                |                   | 2  | 4               |
| 4     | MEX México         |                 | 2                | 1                 | 3  | 3               |
| 5     | AUS Austrália      |                 | 1                |                   | 1  | 6               |
| 6     | CAN Canadá         |                 |                  | 2                 | 2  | 4               |
| 7     | GBR Grã-Bretanha   |                 |                  | 1                 | 1  | 6               |
|       | MAS Malásia        |                 |                  | 1                 | 1  | 6               |
| TOTAL | TOTAL              | 8               | 8                | 8                 | 24 | —               |